# Slip It In
Slip It In — четвёртый студийный альбом американской хардкор-панк группы Black Flag, издан в 1984 году.

## Об альбоме
Slip It In по звучанию напоминает пластинку My War, то есть: тяжёлый, интенсивный, плотный и прогрессивный. Так же он демонстрирует всё более широкое использование инструментальной музыки в стиле фьюжн-джаз, что проявляется в песне «Obliterationе», где Грег Гинн продемонстрировал более сложный стиль игры Black Flag.

## Список композиций
1. «Slip It In» (Грег Гинн) — 6:17
2. «Black Coffee» (Грег Гинн) — 4:53
3. «Wound Up» (Грег Гинн, Генри Роллинз) — 4:17
4. «Rat’s Eyes» (Грег Гинн, Генри Роллинз) — 3:57
5. «Obliteration» (Грег Гинн) — 5:51
6. «The Bars» (Чак Дуковски, Генри Роллинз) — 4:20
7. «My Ghetto» (Грег Гинн, Генри Роллинз) — 2:02
8. «You’re Not Evil» (Грег Гинн) — 7:00

## В работе над альбомом участвовали
- Генри Роллинз — вокал
- Грег Гинн — гитара, продюсер
- Билл Стивенсон — ударные, продюсер
- Кира Росслер — бас-гитара, бэк-вокал
- Дэйв Классен — бэк-вокал
- Сьюзи Гарднер — бэк-вокал
- Спот — микширование, продюсер
- Раймонд Петтибон — дизайн